# Anna Mazza
Anna Mazza (Afragola, 28 febbraio 1937 – Acerra, 25 settembre 2017) è stata una mafiosa italiana, esponente di primo piano della camorra.

## Biografia
Soprannominata «vedova nera della camorra» o anche "'a Signora" (la Signora), è stata la prima donna in Italia ad essere condannata per reati d'associazione mafiosa. Dopo la morte del marito, Gennaro Moccia, ucciso negli anni settanta, durante la guerra con i clan rivali dei Magliulo e dei Giugliano, che coi Moccia si contendevano il controllo del territorio, prese in mano le redini del clan Moccia ramificandolo e sviluppandolo non solo sul territorio campano. Il racket è una delle prime fonti di guadagno per l'intero clan.
Il primo figlio, Luigi Moccia, considerato il colletto bianco del clan, è stato condannato all'ergastolo nel 2004. L'ergastolo è stato poi annullato per vizio di forma nel 2005. Nel 2011 è stato nuovamente arrestato a Roma (Parioli), per violazione degli obblighi in qualità di sorvegliato speciale. Riarrestato nel settembre del 2020, è stato scarcerato il mese successivo.
Il secondo, Angelo Moccia, detto "Enzo", inizialmente condannato all'ergastolo, poi commutato in 30 anni di reclusione conseguentemente alla sua dissociazione, è stato scarcerato nel 2015 e successivamente riarrestato nel settembre del 2020.
Un altro ancora, Bruno Moccia, secondo un atto di sindacato ispettivo del senatore Battaglia, risulterebbe coinvolto in alcune vicende, tra cui quella del possesso delle chiavi della villa comunale di Afragola.
A una figlia, Teresa, è stato invece arrestato il marito, Filippo Iazzetta, in seguito a un'operazione della DIA del 2010 a seguito delle indagini sulla produzione del film Un camorrista perbene.
Il quarto ed ultimo figlio maschio, Antonio Moccia, scagionato dall'accusa di essere il mandante dell'omicidio di Mariano Bacio Terracino, omicidio divenuto tristemente celebre per la diffusione l'11 maggio 2009 ad opera della Procura Antimafia di Napoli, è anch'egli gravato da precedenti penali per associazione camorristica.
Nell'agosto 1985 viene emesso un ordine di carcerazione della Procura Antimafia di Napoli per associazione di stampo mafioso nei confronti di Luigi Moccia, Andrea Autiero, Michele Martellone, Raffaele Della Corte e Vincenzo Esposito, considerati il braccio armato del boss Luigi Moccia. Secondo recenti ricostruzioni, il clan Moccia avrebbe avuto l'incarico da altri clan di deligittimare le dichiarazioni del pentito Pasquale Galasso, che aveva fatto arrestare Luigi, uno dei quattro figli del vecchio boss.

### Morte
È morta il 25 settembre 2017 ad Acerra, in seguito a un ictus.